# ناو یورا
ناو یورا (به انگلیسی: Japanese cruiser Yura) یک کشتی بود که طول آن ۱۶۲٫۱ متر (۵۳۱ فوت ۱۰ اینچ) بود. این کشتی در سال ۱۹۲۲ ساخته شد.